# Линия A (Алма-Атинский метрополитен)
Линия А Алма-Атинского метрополитена (каз. Алматы метрополитенінің а желісі) — действующая линия, открыта 1 декабря 2011 года.
Линия имеет длину 13,4 км и 11 станций; длительность поездки по всей линии — 27 минут. Среднесуточный пассажиропоток в 2017 году составлял 38,3 тысячи человек. На линии имеются участки как глубокого, так и мелкого заложения.

## История

### История строительства
Строительство первого пускового участка началось 7 сентября 1989 года, когда был вынут первый ковш на месте будущей станции «Райымбек батыра». Проходка тоннелей со стороны станции началась в октябре того же года. Строительство тоннелей со стороны станции «Алатау» началось в 1990 году. Проходка тоннелей была закончена в 2008 году на станции «Байконур».
В 2004 году было отменено строительство станции «Коммунистическая», которая должна была располагаться между станциями «Абая» и «Байконур».
ТЭО (технико-экономическое обоснование) второй очереди первой линии было утверждено в сентябре 2010 года. В марте 2011 года началась проходка перегонных тоннелей второй очереди.
Первый пусковой участок «Райымбек батыр» — «Алатау» был открыт 1 декабря 2011 года в присутствии президента Казахстана Нурсултана Назарбаева. Он состоит из 7 станций, протяжённостью 8,56 км.
18 апреля 2015 года был открыт участок «Алатау» — «Москва», с двумя станциями и протяжённостью 2,74 км.
30 мая 2022 года был открыт участок «Москва» - «Бауыржан Момышулы» , с двумя станциями и протяжённостью 2,1 км.
В июле 2015 года началось строительство второго пускового участка второй очереди с двумя станциями.
В 2019 году строительные работы на двух станциях метро «Достык» и «Сарыарка» были ненадолго приостановлены, в связи с коррупцией в отношении ТОО «СК инженерная поддержка», являющимся владельцем 80 % акций АО «Алматыметрокурылыс», возбуждено уголовное дело.

### Хронология пусков
| Участок                            | Дата пуска          | Длина   | Кол-во станций |
| ---------------------------------- | ------------------- | ------- | -------------- |
| «Райымбек батыра» — «Алатау»       | 1 декабря 2011 года | 8,56 км | 7              |
| «Сайран» — «Москва»                | 18 апреля 2015 года | 2,74 км | 2              |
| «Сары-Арка» — «Бауыржана Момышулы» | 30 мая 2022 года    | 2,1 км  | 2              |
|                                    | Всего:              | 13,4 км | 11 станций     |

## Пассажиропоток
| Пассажиропоток за год (тыс. чел.) | Пассажиропоток за год (тыс. чел.) | Пассажиропоток за год (тыс. чел.) | Пассажиропоток за год (тыс. чел.) | Пассажиропоток за год (тыс. чел.) |
| 2011                              | 2012                              | 2013                              | 2014                              | 2015                              |
| --------------------------------- | --------------------------------- | --------------------------------- | --------------------------------- | --------------------------------- |
| 35                                | ↗7000                             | ↗8700                             | ↗9100                             | ↗10 000                           |
| 2016                              | 2017                              | 2018                              |                                   |                                   |
| ↗12 400                           | ↗13 800                           | ↗14 781                           |                                   |                                   |

## Депо и подвижной состав
Линию обслуживает депо ТЧ-1 «Райымбек батыр», оно построено севернее станции «Райымбек батыра» и введено в строй в 2011 году. Длина путей составляет 0,29 км.
Подвижной состав — современные поезда южнокорейского производства Hyundai Rotem со сквозным проходом, кондиционированием в салонах, хорошей шумоизоляцией, режимом полного автоведения и другими особенностями. Метрополитен укомплектован 60 вагонами, что составляет 15 поездов.
В 2018 году заключен контракт на поставку ещё 8 составов, необходимых для продления линии.

## Система управления
Линия оборудована автоматический системой управления движением СВТС (Communication Based Train Control), обеспечивающей работоспособность в режиме автоведения, произведённой Hyundai Rotem Company. Эта система (RF-CBTC) запатентована и является интеллектуальной собственностью компании Hyundai Rotem. Единственной существующей возможностью внедрения подвижных составов других производителей является полная замена системы управления движением поездов на всех объектах метрополитена на другие аналогичные системы.

## Перспективы

### Западное продолжение
ТЭО (технико-экономическое обоснование) второй очереди первой линии было утверждено в сентябре 2010 года. Открываться станции будут постепенно, для снятия нагрузки на бюджет. Проектная протяжённость 8,62 км.
- «Сары-Арка» (возле входа в Парк Family, на пр. Абая между пр. Алтынсарина и ул. Саина) — «Бауыржан Момышулы» (пересечение ул. Момышулы и просп. Абая); 3,1 км, пуск ожидается в 2022 г.[23] (введено в эксплаутацию)
- «Бауыржан Момышулы» — «Калкаман», также оборотные тупики; 2,78 км, пуск ожидается не ранее 2026 года[24].
- «Калкаман» — «Западный автовокзал», а также оборотные тупики; 2,74 км, пуск ожидается не ранее 2030 г.[25]

25 ноября 2021 года сообщено[кем?], меняется трассировка линии, прибавится ещё одна станция, финиш на рынке Золотая Орда.

### Северное продолжение
Продолжение линии будет строиться наземным способом до вокзала Алматы-1. Будет строиться надземным способом (эстакада) вдоль улицы Сейфуллина. Планируется, что линия будет состоять из 6 станций, а протяжённость составит 8,76 км. Строительство планируется начать после продления первой линии на запад, примерно в 2030—2032 годах и закончить не ранее 2040 года.
- «Жансугурова» — у пересечения улиц Сейфуллина и Жансугурова.
- «Большой Алматинский канал» — у пересечения улиц Рыскулова и Сейфуллина.
- «Стадион» — у пересечения улиц Сейфуллина и Котельникова
- «Жумабаева»
- «Будённого»
- «Алматы-1» — недалеко от железнодорожного вокзала Алматы-1

## Галерея строительства первой очереди

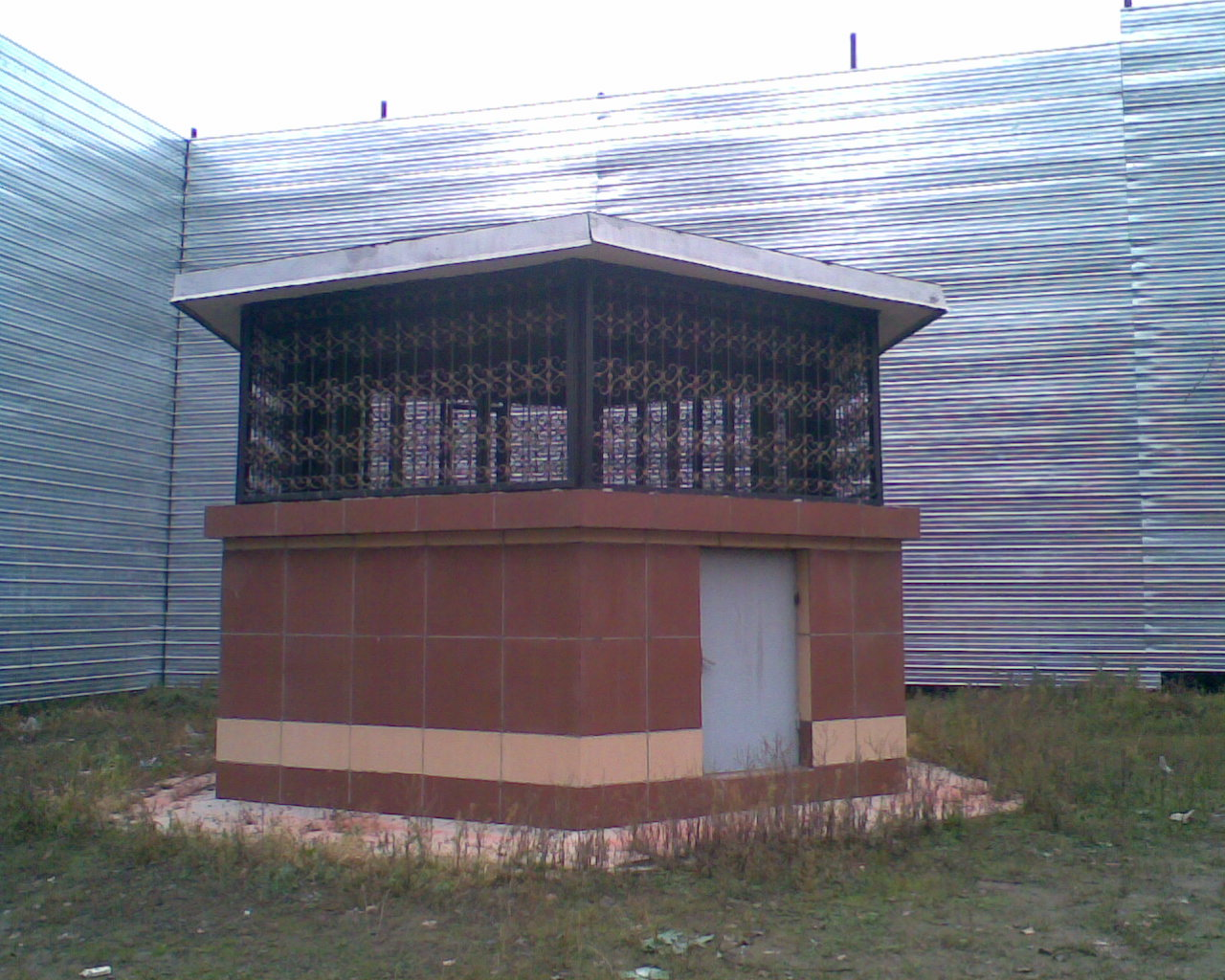
Вентоствол на пересечении улиц Фурманова и Маметова между станциями «Жибек Жолы» и «Раимбека» (октябрь 2008 года)
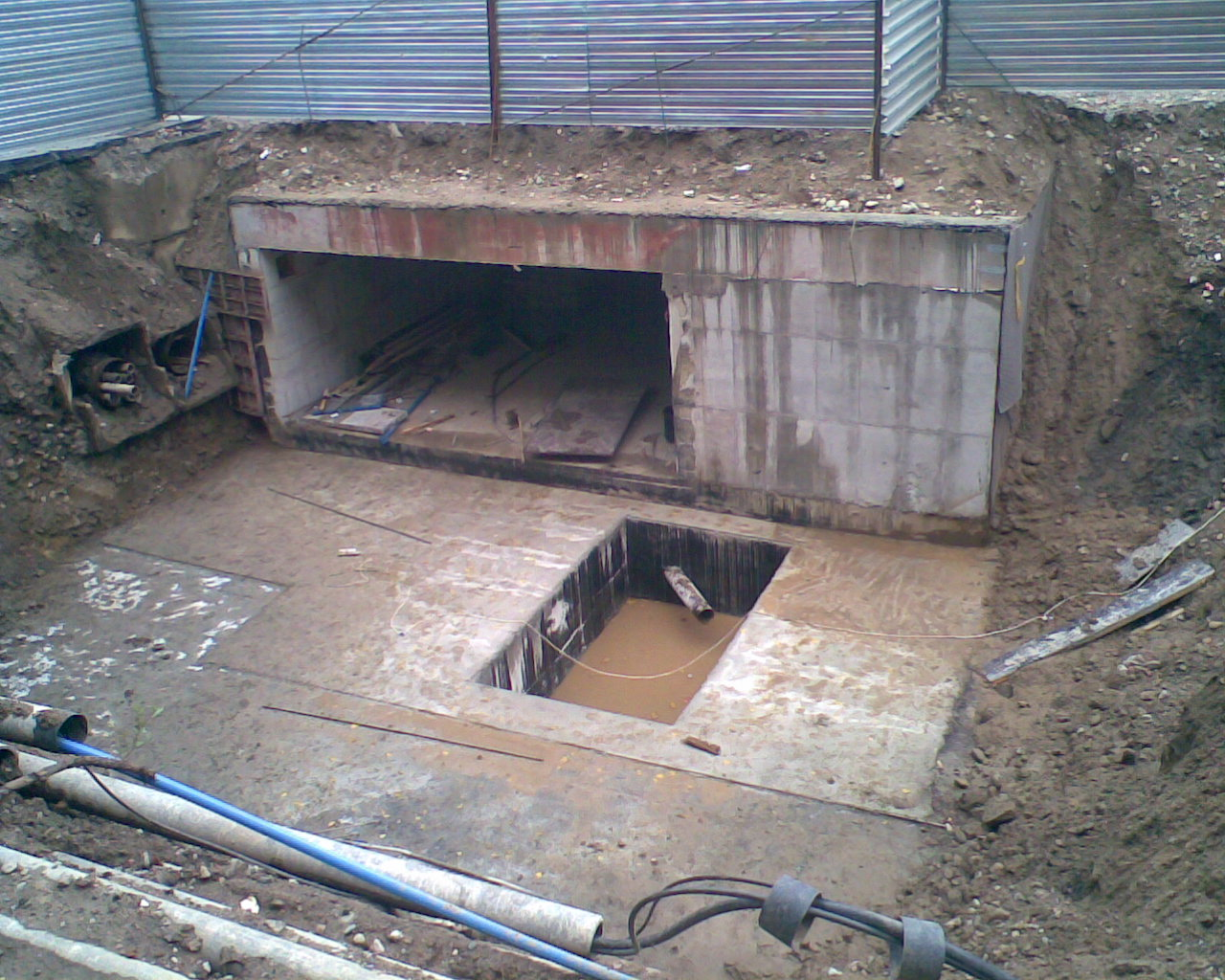
Строительство переходов под улице Фурманова и проспектом Раимбека около станции «Раимбека» (октябрь 2008 года)
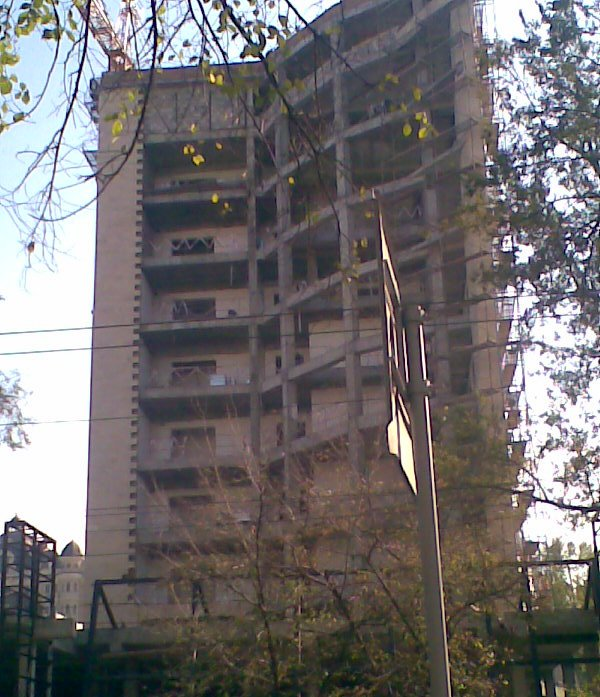
Здание инженерного корпуса (вид со стороны ул. Гоголя) над станцией «Жибек Жолы» (октябрь 2008 года)
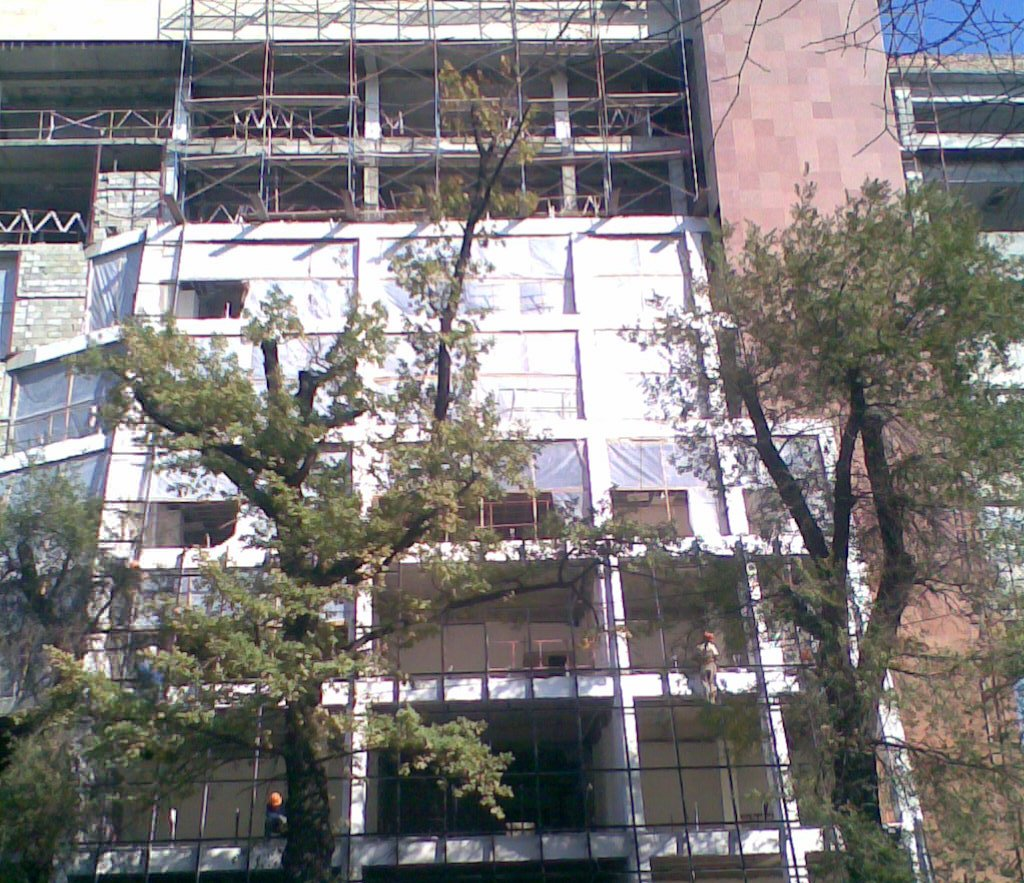
Здание инженерного корпуса (вид с переди ул. Панфилова) над станцией «Жибек Жолы» (октябрь 2008 года)
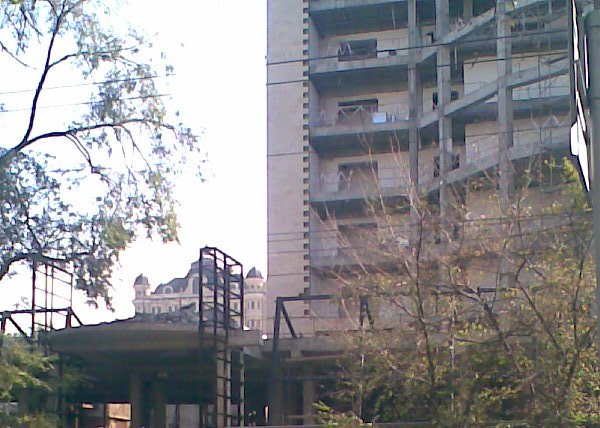
Здание инженерного корпуса, вход на станцию «Жибек Жолы»(вид со стороны ул. Гоголя) (октябрь 2008 года)
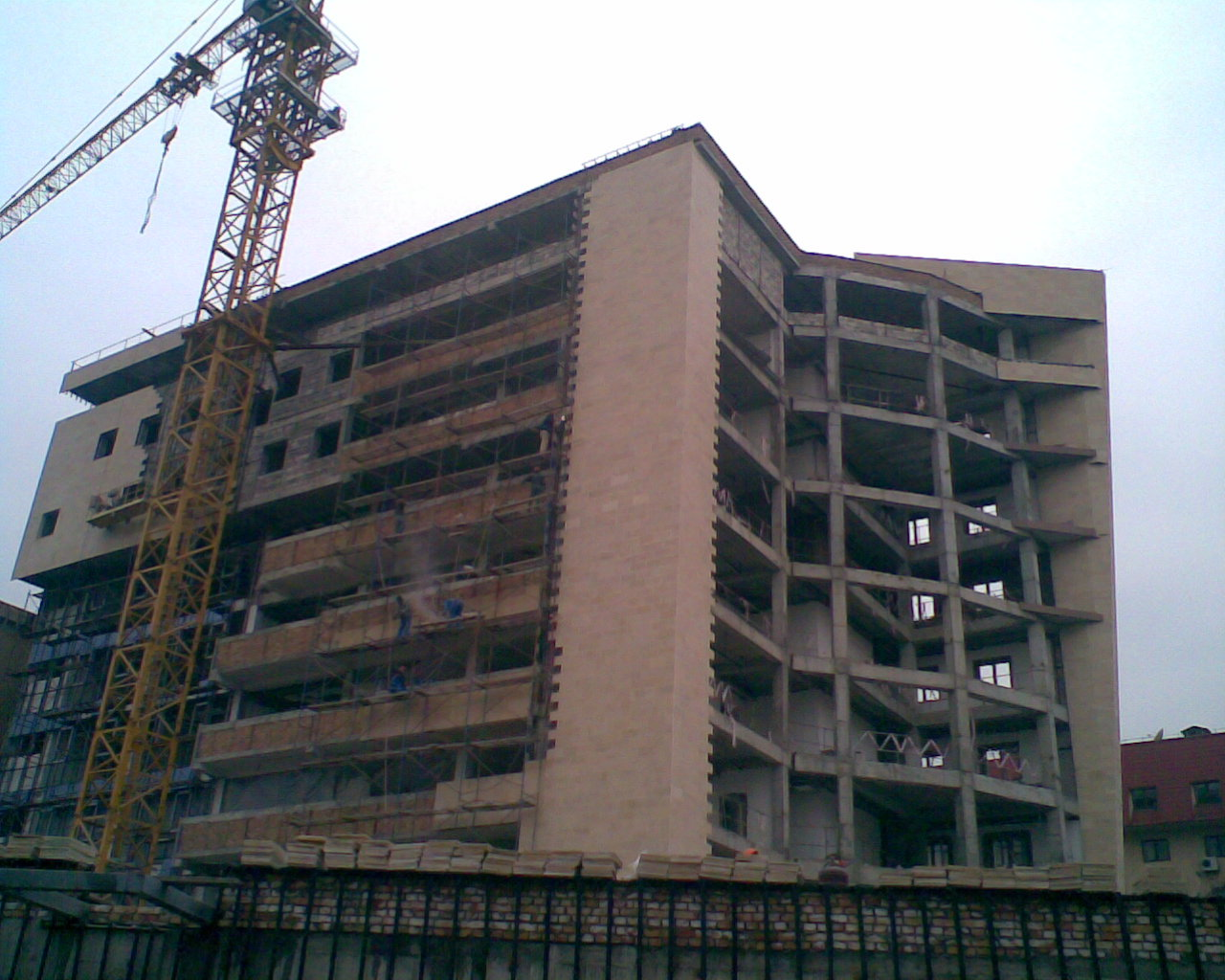
Здание инженерного корпуса (вид сзади ул. Гоголя) над станцией «Жибек Жолы» (ноябрь 2008 года)
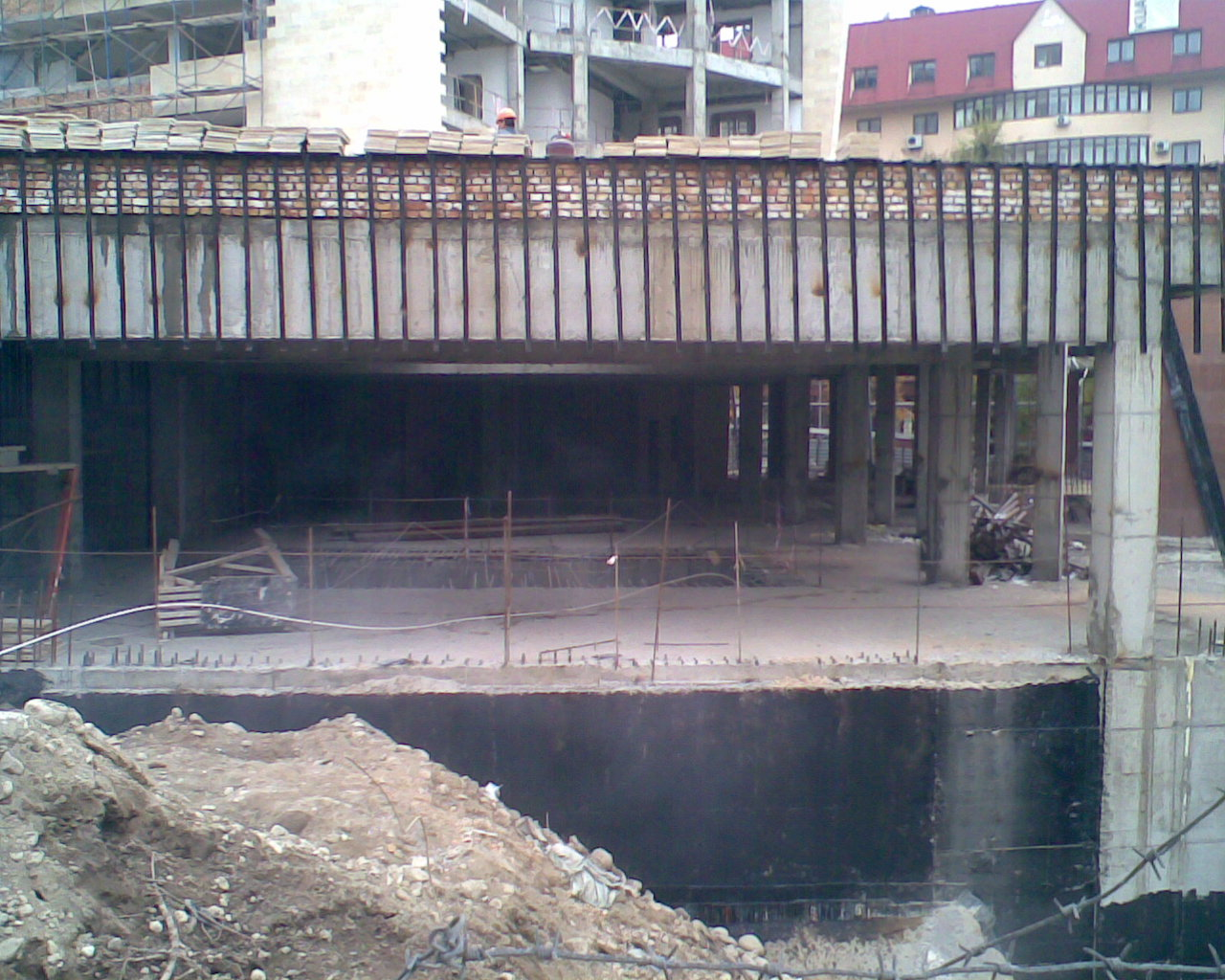
Строящийся вестибюль (вид сзади ул. Гоголя) над станцией «Жибек Жолы» (ноябрь 2008 года)
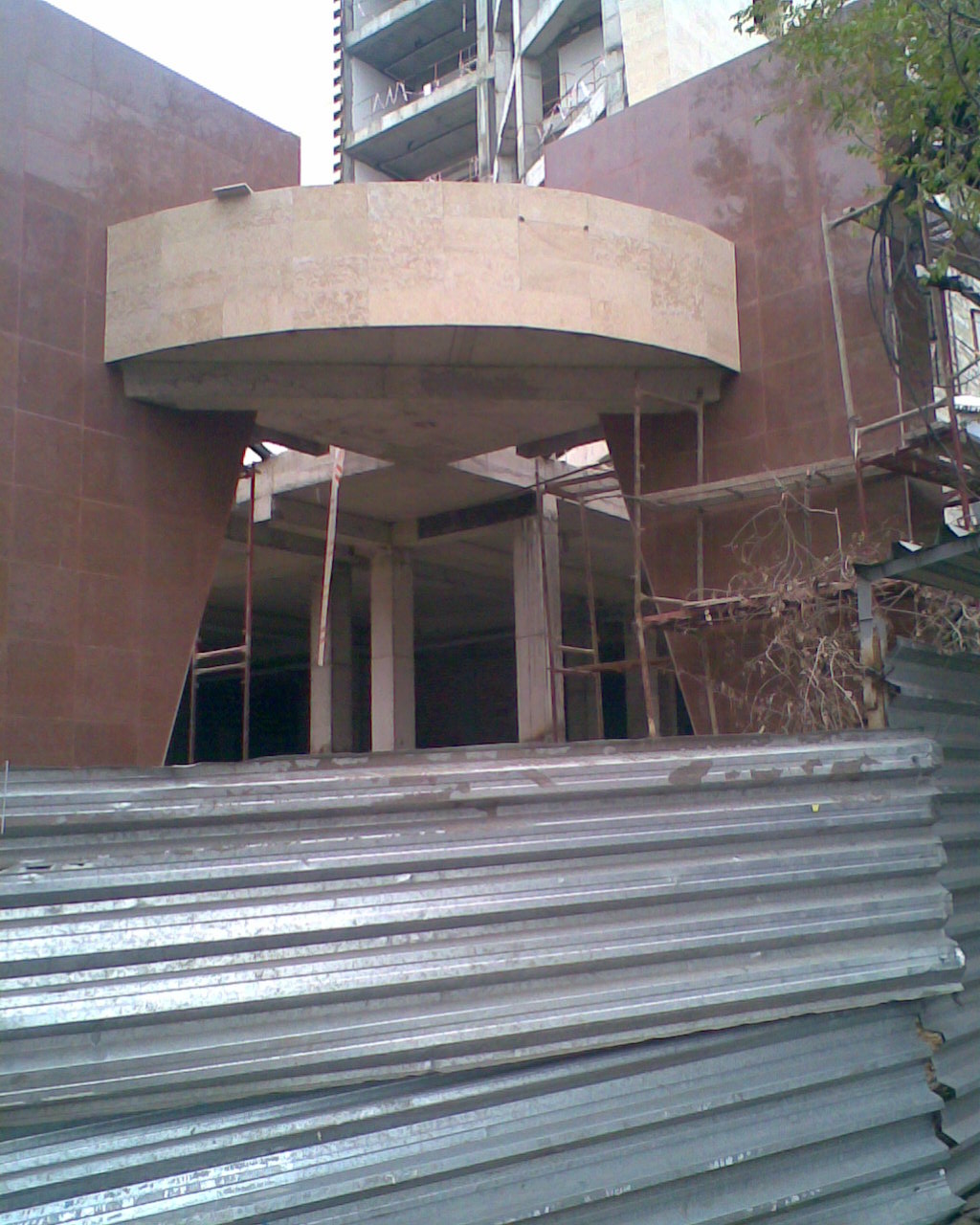
Вход на станцию «Жибек Жолы»(вид со стороны ул. Гоголя) (ноябрь 2008 года
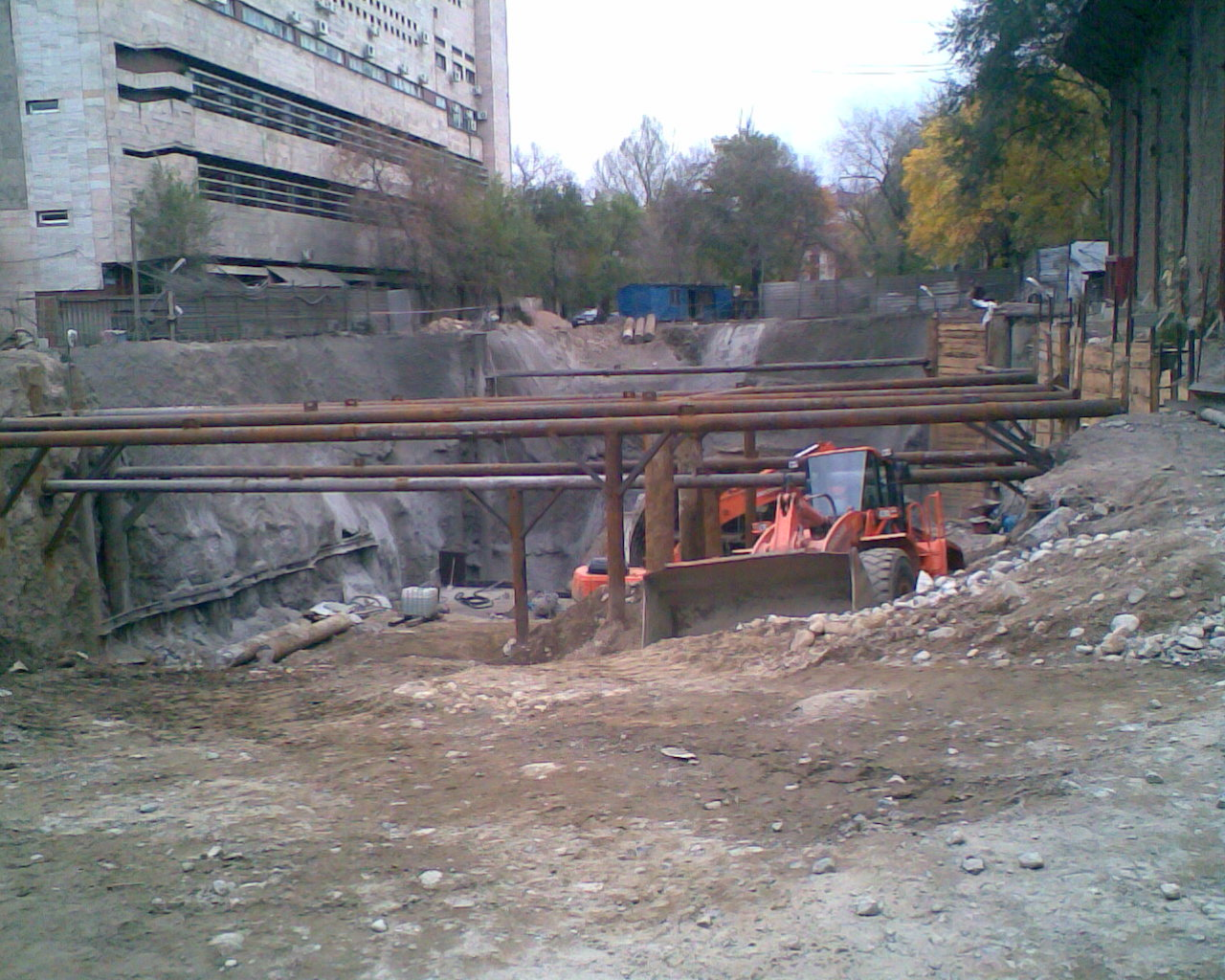
Строительство входа на станцию «Алмалы»(вид со стороны ул. Панфилова) (октябрь 2008 года)
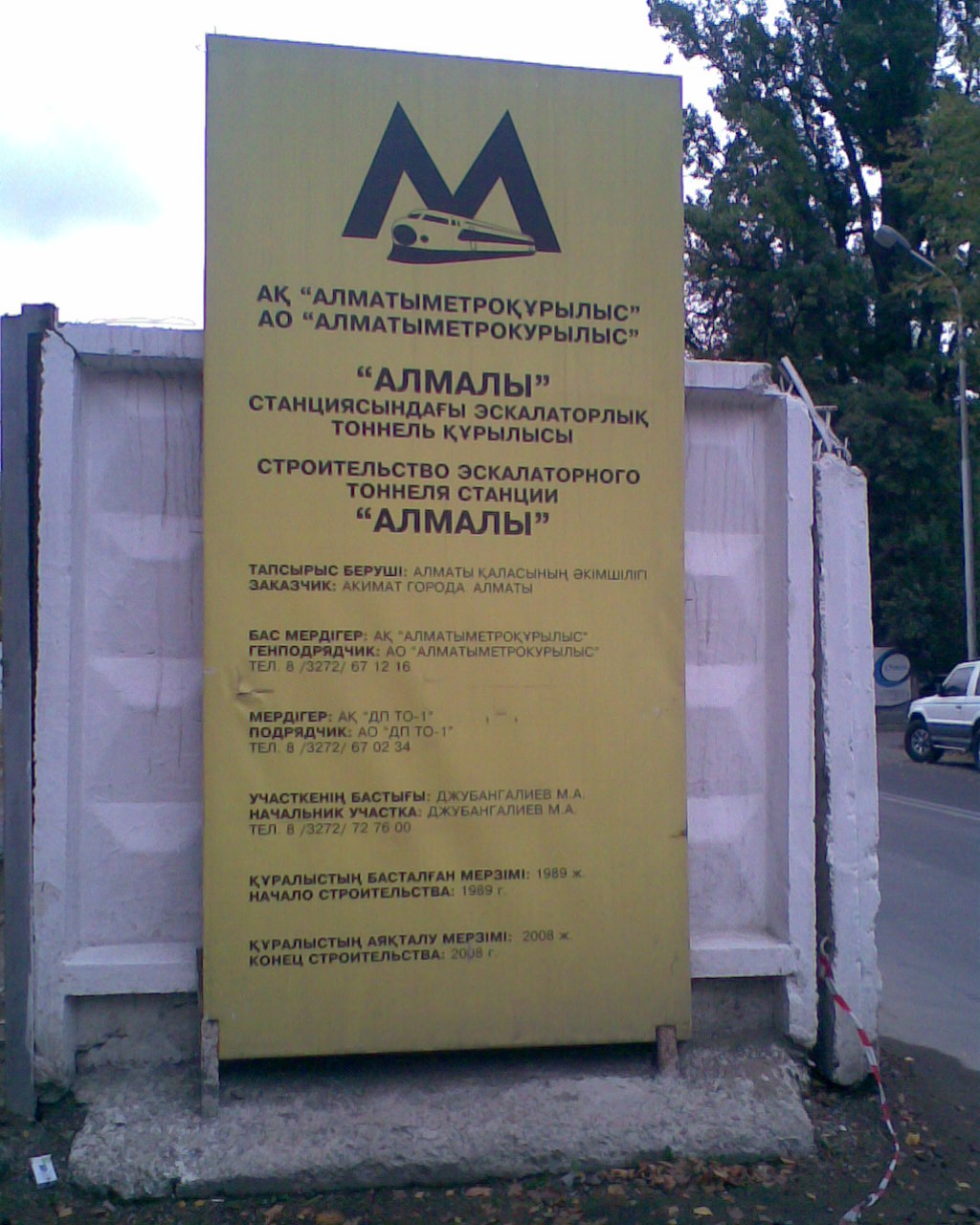
Информационный стенд у строящегося входа на станцию «Алмалы»(вид со стороны ул. Панфилова) (октябрь 2008 года)
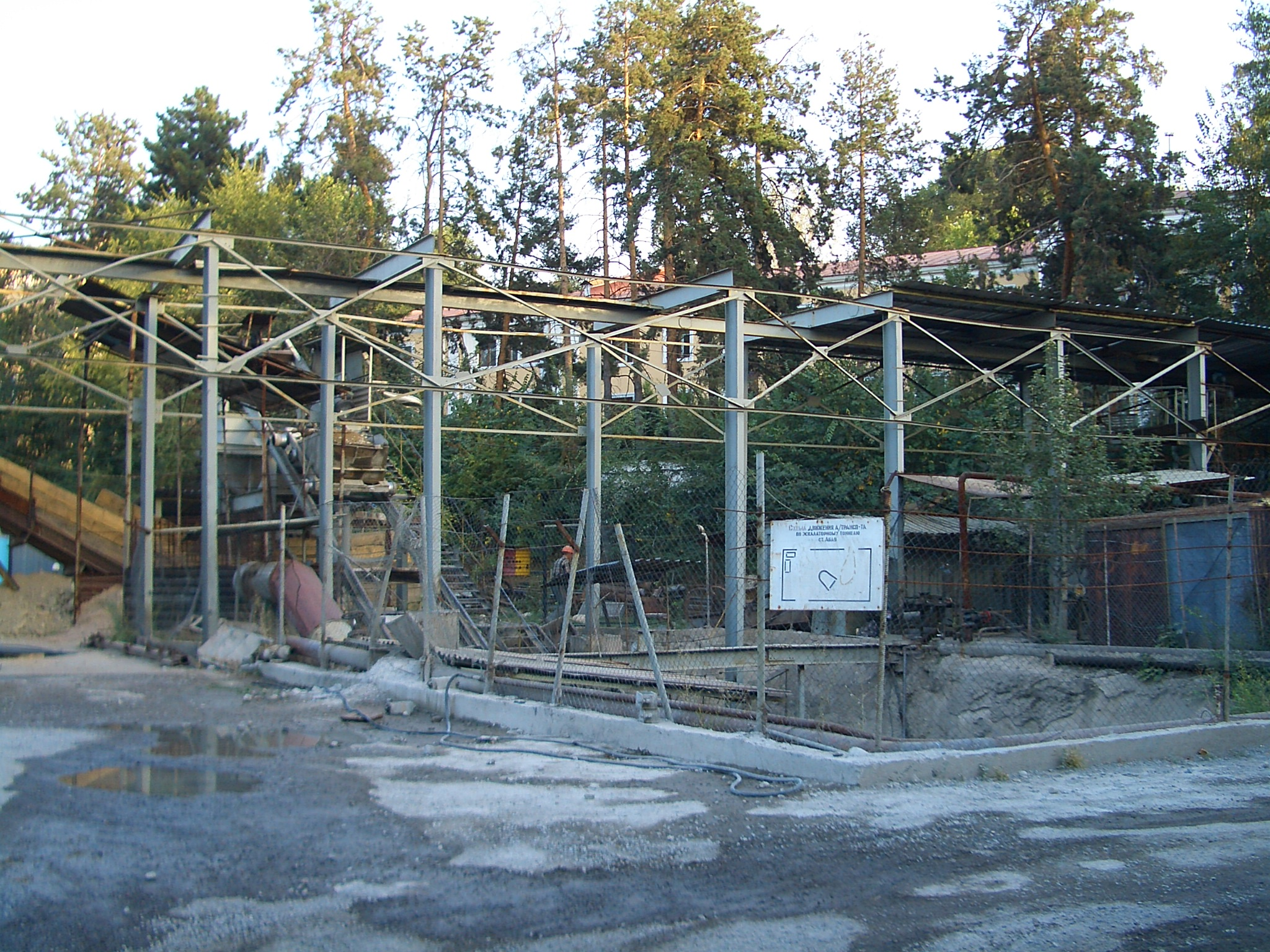
Строительство станции «Абай» (сентябрь 2007 года)